# Myosorex longicaudatus
Myosorex longicaudatus — вид ссавців родини Soricidae. Він є ендеміком ПАР, де його природним середовищем існування є чагарникова рослинність середземноморського типу та болота.

## Опис
Довжина голови й тулуба становить від 73 до 93 мм, середня довжина хвоста — 66 мм. Верх переважно темно-сірий; окремі волоски мають сіру основу, жовтуваті або коричневі стрижні та чорнуваті кінчики, створюючи жовтуватий, коричневий або чорнуватий вимитий ефект на шерсті. Нижня частина тіла дещо блідіша, спинне та черевне забарвлення зливаються на боках. Хвіст коричнево-чорний зверху і більш блідий знизу.

## Екологія
Харчується ця землерийка в основному комахами, але також поїдає інших дрібних безхребетних, серед вмісту її шлунка знайдено насіння. Обнюхуючи навколишнє, ця землерийка стає на задні лапи і підпирає себе хвостом. Вид також використовує свій хвіст у чіпкий спосіб, коли спускається з рослинності.